# Duncan MacKay
Duncan „Dunky“ MacKay (* 14. Juli 1937 in Springburn, Glasgow; † 23. Dezember 2019 in Melbourne) war ein schottischer Fußballspieler.

## Karriere

### Verein
Duncan MacKay wurde im Jahr 1937 im Glasgower Stadtbezirk Springburn geboren. Seine Fußballkarriere begann er beim FC Maryhill Harp im Stadtteil Maryhill. Im April 1955 unterschrieb MacKay einen Vertrag bei Celtic Glasgow. Bei seiner Vertragsunterzeichnung galt er als einer der talentiertesten schottischen Verteidiger. Im Jahr 1958 wurde er in den Kader der ersten Mannschaft berufen. Sein Debüt für Celtic gab er am 9. August 1958 im schottischen Ligapokal gegen den FC Clyde, der 4:1 bezwungen wurde. MacKay spielte in den folgenden sechs Spielzeiten für Celtic. Er wurde 1961 Kapitän der Mannschaft und führte diese zweimal in das schottische Pokalfinale. Dabei verlor Celtic 1961 gegen Dunfermline Athletic und 1963 das Old Firm gegen die Rangers. MacKay verlor die Kapitänsbinde 1963 an Billy McNeill und seinen Stammplatz in der ersten Mannschaft ein Jahr später. Sein letztes Spiel für Celtic absolvierte in der Saison 1964/65 bei einer 2:4-Niederlage gegen Heart of Midlothian. Für Celtic absolvierte er 162 Ligaspiele und erzielte fünf Tore. Diese konnte er durch Elfmetertore schießen. Während der laufenden Saison wechselte er zum Ligakonkurrenten Third Lanark. Mit der neuen Mannschaft stieg er am Ende in die 2. Liga ab. Im Sommer 1965 ging er nach Australien. Dort spielte er bis 1972 für Melbourne Croatia in der Victorian State League. Duncan MacKay kehrte im März 1972 nach Schottland zurück und war Spielertrainer beim FC St. Anthony’s, kehrte jedoch 1974 nach Australien zurück, um für Perth Azzurri zu spielen. 1977 ging er wieder nach Melbourne zurück und war als Spielertrainer bei den Essendon Lions aus dem gleichnamigen Stadtteil tätig.

### Nationalmannschaft
Duncan MacKay spielte im Zeitraum von 1959 bis 1962 vierzehnmal für die schottische Nationalmannschaft. Er debütierte dabei am 11. April 1959 bei einer 0:1-Niederlage gegen England im Wembley-Stadion während der British Home Championship. Die British Home Championship gewann er mit Schottland in den Spielzeiten 1959/60 und 1961/62. Mit den Schotten nahm er viermal an der British Home Championship teil. Für Schottland absolvierte er im September 1961 ein WM-Qualifikationsspiel für die anstehende Endrunde in Chile gegen den späteren Finalisten, die Tschechoslowakei. Nach verpasster Qualifikation kam er im Mai 1962 zu seinem letzten Länderspiel für Schottland gegen Uruguay im Hampden Park.